# Yuchi, Chongqing
Yuchi (kinesiska: 鱼池) är en köping i sydvästra Kina. Den ligger i Shizhu härad i storstadsområdet Chongqing, omkring 180 kilometer nordost om det centrala stadsdistriktet Yuzhong. Antalet invånare är 10 607. Befolkningen består av 5 279 kvinnor och 5 328 män. Barn under 15 år utgör 27,0 %, vuxna 15-64 år 60 %, och äldre över 65 år 12,0 %.